# 弾力性
経済学における弾力性（だんりょくせい、英: elasticity）とは、ある変数の変化率ともう1つの変数の変化率の比。一般に、「AのB弾力性」という使い方がされ、Bの1%の変化に対するAの変化率（= Aの変化率/Bの変化率）を意味する。Bの変化に対してAが大きく変化するとき、「弾力的だ」と言い、Bの変化に対してAがあまり変化しないとき「非弾力的だ」と言う。

## 定義
弾力性とは、ある変数を1%変化させたときの別の変数の変化率のことである。「yのx弾力性」（多くの場合その絶対値）が大きいとき、xの変化に対してyが大きく変化することを意味する。数式では、yの変化率をxの変化率で割ったものとなる。
yのx弾力性: {\displaystyle e_{yx}={\frac {dy/y}{dx/x}}={\frac {dy}{dx}}{\frac {x}{y}}}
需要の価格弾力性など、通常負の値をとるものについては、これの絶対値をとることがある。
経済学では、需要の価格弾力性、供給の価格弾力性、交差弾力性、代替の弾力性などがあるが、すべて基本的には同じ式である
。関数{\displaystyle y(x)}が離散的であれば、
{\displaystyle e_{yx}={\frac {\frac {y_{2}-y_{1}}{y_{1}}}{\frac {x_{2}-x_{1}}{x_{1}}}}}
と書け、関数{\displaystyle y(x)}が微分可能であれば、
{\displaystyle e_{yx}={\frac {d\ln y}{d\ln x}}}
と書ける。弾力性は単位のない指標であり、「yのx弾力性, {\displaystyle e_{yx}}」はxとyが何であれ同じ解釈ができる。

弾力的かどうかは以下のように判断される。
| {\displaystyle \|e_{yx}\|>1} | 弾力的（Elastic）          | yの変化率がxの変化率よりも大きい。 |
| {\displaystyle \|e_{yx}\|=1} | 単位弾力的（Unit elastic） | yの変化率がxの変化率と同じ。       |
| {\displaystyle \|e_{yx}\|<1} | 非弾力的（Inelastic）      | yの変化率がxの変化率よりも小さい。 |

ある財の価格が1%上昇したとする。供給の変化率が0.5%であれば、供給の変化率の方が価格の変化率よりも小さいので、非弾力的ということになる。もし供給の変化率も1%であれば、単位弾力的ということになる。もし供給の変化が2%であれば、供給の変化率の方が価格の変化率よりも大きいので、弾力的ということになる。
以下のような特殊ケースもある。
完全に弾力的: {\displaystyle e_{yx}\rightarrow \infty }; xの変化に対するyの変化率が無限大である。
完全に非弾力的: {\displaystyle e_{yx}=0}; xの変化に対するyの変化率がゼロである。
弾力性は初期時点におけるxやyの値に依存して変化することがある。例えば、生産者は、低価格のときは価格の増加に対して弾力的に供給を増やし、高価格のときは価格が上昇しても供給をあまり増やさないかもしれない。
縦軸に価格、横軸に数量をとった図で、需要曲線が直線で書かれるとき、需要の価格弾力性は曲線上で変化する。しかし、CES型効用関数から導かれる{\displaystyle q=a\times p^{-1/\sigma }}のような非線形の需要曲線であれば、需要の価格弾力性は計測点にかかわらず定数となる。
回帰分析を用いた実証研究では、被説明変数が{\displaystyle \ln y}（yの自然対数値）で、説明変数が{\displaystyle \ln x}（xの自然対数値）であるとき、推定される説明変数の係数は「yのx弾力性, {\displaystyle e_{yx}}」になる。弾力性は変数の単位に影響されないことから、実証分析では重宝される。
|  |  |  |

|  |  |  |

## 概念
価格弾力性の概念は、1890年にアルフレッド・マーシャルが『経済学原理』で初めて提示した。その後、1960年代後半にジョシュア・レヴィ（Joshua Levy）とトレバー・ポロック（Trevor Pollock）が、財の「供給の価格弾力性」と「需要の価格弾力性」についての実証研究を行い、広く知られるようになった。
弾力性は新古典派経済学において必須の概念であり、税の負担率、企業理論における限界収入、消費者余剰、生産者余剰、厚生の分配など、様々な経済的メカニズムを理解する上で重要な役割を果たす。弾力性の概念は、需要の価格弾力性、供給の価格弾力性、需要の所得弾力性、生産要素間の代替の弾力性、交差弾力性、異時点間の代替の弾力性など、多くの指標に適用されている。
ミクロ経済学では、弾力性と傾きは密接に関連している。需要の価格弾力性の場合、横軸と縦軸上の2つの変数間の関係は、需要曲線または供給曲線の直線の傾き、または曲線上の点の接線を計算することで計測できる。縦軸に価格、横軸に数量をとった図で、需要曲線の傾きが急である（垂直に近い）ということは、需要の価格弾力性が小さいということである。需要曲線の傾きが小さい（水平に近い）ということは、需要の価格弾力性が大きいということである。

## 例

### 需要の価格弾力性
需要の価格弾力性を考えてみる。価格の変化率（%）に対する需要の変化率（%）が需要の価格弾力性と呼ばれるものである。1%価格が変化したときに、需要が何％変化するかを表すことになる。変化率（%）を用いるのは、例えば100円変化した時の需要の変化は、もともと100円の商品なのか10,000円の商品なのかで意味が大きく異なるからである。
弾力性の絶対値が1を越えると弾力的、1を下回ると非弾力的と呼ぶ。
- 需要の価格弾力性が弾力的であれば、需要曲線の傾きは緩やかになる。この場合、値上げすると需要が急に小さくなる。
- 需要の価格弾力性が非弾力的であれば、需要曲線の傾きは急になる。この場合、値上げしても需要は大きく変化しない。

### 需要の所得弾力性
所得が1%増えたときに、増える需要の変化率を、需要の所得弾力性という。必需品は、所得に関係なく、需要がある。よって、必需品は需要の所得弾力性が小さい。
贅沢品（奢侈品）は、需要の所得弾力性が1より大きく、必需品は、1より小さい。

### その他の例
同様に次のような弾力性が考えられる。
- 供給の価格弾力性
- 供給の所得弾力性

## 価格弾力性の決定要因
価格弾力性を決める要因は、代替財と時間に大別できる。食料品などの他の財で代替することの困難な財の価格は概して非弾力的となる。また原油価格が急上昇した場合など、長期に対して短期では概して価格はより非弾力的となる。これは代替財を見つけるのに時間がかかることがその一因と考えられる。